# Örebro möte
För kyrkomötet 1586, se Örebro möte (1586).
Örebro möte, även Örebro koncilium eller Örebro konsilium, var ett kyrkomöte (provinssynod) som hölls vid kyndelsmässotid år 1529 Örebro. Det brukas betecknas som det första kyrkomötet efter inledningen av reformationen i Sverige (omkring 1527–1599).

## Historik
Mot slutet av år 1528 lät kung Gustav Vasa kalla till ett koncilium, eller kyrkomöte i Örebro. Mötet skulle hållas vid Kyndelsmässodagen påföljande år. Endast präster var behöriga att närvara. I februari 1529 ägde mötet rum. Närvarande var omkring 40 präster och andra "andliga", däribland biskoparna i Skara, Strängnäs och Västerås, likaså åtskilliga kaniker och kyrkopräster samt några munkar. Även Olaus Petri och Laurentius Andreæ deltog i mötet. Den senare var kungens fullmäktige och "uppå erkebiskopssätets vägnar præsidens". 
Örebro koncilium bildade den kyrkliga kompletteringen till Västerås recess (1527). Laurentius Andreæ har säkerligen jämte Olaus Petri lett besluten, vilket bl.a. innebar att samtliga "katolska" ceremonier behölls men gavs en "evangelisk" tolkning. Denna kloka moderation framkallade dock oro bland de radikalare protestanterna i Stockholm, men också uppror av den gamla kyrkans anhängare. Örebromötet betecknar glanspunkten i Laurentius Andreæs kyrkopolitiska verksamhet.

## Beslutets huvudpunkter
Om förhandlingarna på konciliet vet man inget, men beslutet finns i behåll. Det innefattar tre huvudpunkter. 
1. Den första avsåg Guds ords predikan. Biskoparna förband sig att ha noga uppsikt över att sockenprästerna i deras stift antingen själva predikade Guds rena ord eller, i fall de inte kunde det, lät någon annan gör det, "som i Skriften förståndig är". Vidare skulle dagligen i rikets domkyrkor hållas "en lectio i den Heliga Skrift med god och rättsinnig uttydelse". Bibelläsning borde också ske i domkyrkoskolorna, dit korprästerna, d.v.s. domkyrkans lägre präster, dagligen skulle komma för att hämta undervisning i den Heliga Skrift. Biskoparne skulle även tillse, att "lärda män" utnämndes till kyrkopräster i städerna, så att landsbygdens präster kunde vända sig till dem för att få undervisning. Stadsprästen skulle också ibland bege sig ut till landsförsamlingarna och predika Guds ord. I varje predikan skulle Fader Vår, Trosbeskännelsen och Ave Maria läsas, likaledes Tio Guds bud en eller två gånger i månaden.
2. Den andra huvudpunkten angick kyrkans tukt och ordning. Man stadgade, att biskopar och domkapitel kunde dispensera från påvens lag angående äktenskapsförbud inom vissa släktled. Vidare att domkyrkornas poenitentiarii skulle ålägga kyrkostraff "och väl bruka någon skarphet med dråpare och andre ogerningsmän, efter man ser, att det verldsliga svärdet ofta ligger nere, och icke hafver sin gång, som det borde". Vidare att munkarna skulle lyda under biskoparna, i synnerhet när det gällde "evangelii predikan". Slutligen föreskrevs att biskoparne skulle inskränka de många helgdagarnes antal, dock så att man bibehöll "vår Herres egna högtider, jungfru Marias, apostlarnes och patrocinii dagar". Med det sistnämnda menades de åminnelsedagar, som firades i varje kyrka till skyddshelgonets ära.
3. Den tredje huvudpunkten angick kyrkoceremonierna. Det var inte fråga om att avskaffa ceremonierna, utan att förklara deras rätta mening. Så till exempel heter det, att "vigdt vatten icke hafves för den skull, att det skall borttaga synden", för det gör endast Kristi blod, utan för att man skall komma ihåg ihåg att vi äre döpta i Kristi blod. "Beläte hafves icke för den skull, att vi skole niga och buga för dem", utan till åminnelse av Kristus eller heliga människor. "Palm viges icke, ej heller brukas dertill, att man derpå skall sätta sin tröst", utan till erinran om Kristi intåg i Jerusalem, då folket strödde palmkvistar på hans väg. Om pilgrimsresor skulle folk undervisas, så att de efterhand skulle försvinna eller åtminstone inte göras i annat syfte än att vinna "en god lärdom, men icke för någon besynnerlig gudstjensts eller aflats skull, den man i alla rum öfverkomma kan, efter det Gud är så väl i det ena rummet som i det andra".

## Missnöjet över beslutet
Besluten fattades med stor varsamhet och i överensstämmelse med kung Gustavs ofta uttalade grundsats att "undervisa först och reformera sedan". Ingen gammal lära förkastades och den gamla gudstjänstordningen bibehölls. De gamla kyrkosederna borttogs inte, utan man försökte bara förklara deras rätta mening.
Snart hördes dock missnöje från två motsatta håll. Några tyckte att varsamheten gick för långt, och att man visat alltför stor eftergift för gammal villfarelse. Så var fallet med åtskilliga tyskar som var bosatta i Stockholm. Olaus Petri berättar, att de "tyske köpsvenner i hufvudstaden ej voro med honom väl tillfreds, icke heller med de andre, som varit hade i det concilio, som senast stod i Örebro, enär de skulle hafva låtit beveka sig att träda ifrån evangelio och låta det komma på det gamla igen, i det de tillstadt hade, att beläte, vigdt vatten, palm och andra ceremonier skulle blifva beståndande". Olaus Petri ursäktade sig med att allt vad man "tillstadt i concilio" vore "väl till lidandes och ej emot Guds ord". Även borgmästare och råd menade att man måste "fara sakta med folket här i landet". Men det hjälpte inte. En tysk predikant, vid namn Tileman, som väckt buller och oro med sina predikningar och därför hade förbjudits att fortsätta med det, lydde inte förbudet utan gick upp "på södra malmen och predikade der uppenbarliga, så att man kunde grant märka hans oförståndighet". Ett sådan olydnad fick inte lämnas obestraffad. Kungen och Laurentius Andreæ var frånvarande, men slottsfogdarna och Stockholms borgmästare satte de oroligaste bland tyskarne i fängelse till kungens hemkomst, då saken lämnades över till honom.
Men om några klagade över Örebromötets alltför stora varsamhet och skonsamhet mot de gamla sedvänjorna, så fanns det andra, som först genom kyrkomötes beslut fick upp ögonen för att det gamla systemet inom kyrkan var hotat. Det berättas till exempel om tre Vadstenabröder, som deltagit i mötet, att de tagit sig dit i tron att der skulle fattas beslut emot lutheranerna, och att de återkommit därifrån "bestörte". I åtskilliga trakter av landet utbröt upproriska rörelser. Så skedde till exempel i det s.k. Västgötaherrarnas uppror, där missnöjet underblåstes av rikshovmästaren Ture Jönsson (Tre Rosor) och biskopen i Skara, Magnus Haraldi, som ville ha ett nytt kungaval för att bereda för en återgång till den gamla kyrkoordningen. Även på vissa håll i Småland förspordes högljudd missbelåtenhet med förändringarna, och man uppsade kung Gustav tro och lydnad. I Östergötland ville man visserligen inte delta i något uppror, men att stämningen var hätsk framskymtar ur en skrivelse från kungens fogdar, vari det heter, att "allmogen gifver stora klagomål på Mäster Laurentius och Mäster Olof och flere af dem, som gifvit sig till evangelium; och hafver Mäster Laurentius tilläfventyrs tagit mycket före och vållat all den ovilja, som mene man hade till Hans Nåde, och vore det bättre, att han allena blefve näpst, än att månge man skulle njuta ondt åt".
Oron och missnöjet med förändringarna på det kyrkliga området var således ganska stora och vitt utbredda. Men kungen lyckades snart dämpa de upproriska rörelserna, och uppgav inte sin ståndpunkt i reformationsfrågan, och inte heller sitt förtroende för de personer som ledde hans kyrkliga strävanden. Västgötaupprorets huvudmän Ture Jönsson (Tre Rosor) och Magnus Haraldi måste fly till Danmark. Ingen av dem återsåg någonsin sitt fädernesland. Biskop Magnus, som från sin landsflykt hemsände en protest mot Västerås recess (1527), och vädjade till påven och romerska kyrkans dom, fick inte ens stanna kvar i Danmark, utan måste bege sig till Mecklenburg, där han avled i ett kloster nära Rostock omkring 1560.